# Spire London
Spire London, (en français « flèche ») initialement connu sous le nom de Hertsmere House, est un projet de construction de gratte-ciel situé dans le district West India Quay (Docklands), à proximité de Canary Wharf. Développé par  Greenland Group et conçu par l'agence d'architecture HOK, la construction du plus haut bâtiment, de 67 étages, doit s'achever fin 2020. La démolition du bâtiment actuel, Hertsmere House, a été réalisée. Les fondations profondes ont été réalisées entre janvier 2017 et novembre 2017. 
Une fois achevé, Spire London deviendra la plus haute tour résidentielle d'Europe de l'Ouest. L'ensemble comprendra 861 appartements pour un coût de construction de 800 millions de livres sterling.
Depuis 2019, le projet est à l'arrêt.

## Historique

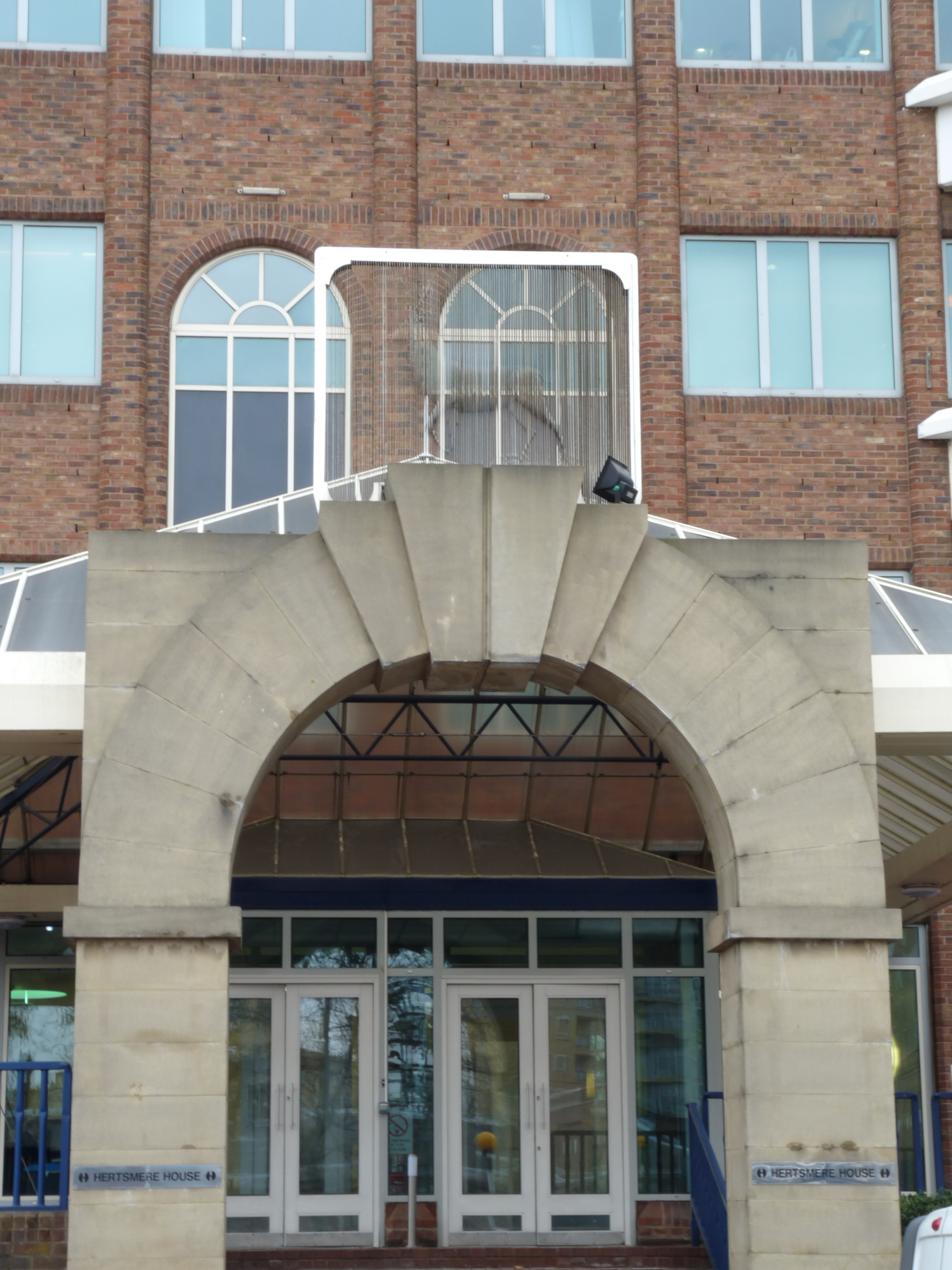
L'entrée de Hertsmere House, démolie pour faire place à Spire London

Spire London est le troisième projet de gratte-ciel proposé pour le site précédemment occupé par Hertsmere House, un immeuble de bureaux démoli pour faire place au nouveau programme. La première proposition, nommée Colombus Tower, prévoyait un immeuble résidentiel de 237 m. Elle a été suivie par un projet de tour résidentielle de 75 étages nommée Hertsmere Maison, comme la construction qu'elle était amenée à remplacer.
En septembre 2014, Greenland Group a acheté le site à Commercial Estates Group (CEG) et a soumis un projet de nouveau gratte-ciel qui, à l'époque, était encore connu sous le nom Hertsmere Maison, avant un changement de nom pour Spire London. La demande a été approuvée par les conseillers du district Tower Hamlets le 8 février 2016, avec cinq voix pour et de trois voix contre.
Le programme de Greenland Group prévoit de verser l'équivalent de 50 millions de livres à la communauté locale.
Bien qu'il y ait eu peu d'objections concernant l'aspect du bâtiment, des réserves ont été soulevées à propos de son emplacement. Les plans ont été contestés par le Canary Wharf Group, le Crédit Suisse (dont les bureaux doivent être réalisés à proximité) et le musée des Docklands ainsi que certains résidents locaux préoccupés par la densité du programme et l'ombre portée sur les alentours. Des préoccupations ont également été soulevées car la tour sera située à côté d'un entrepôt georgien classé monument historique de grade I.

## Architecture
Le bâtiment évoque la proue d'un bateau et s'inspire de l'histoire maritime des docks londoniens où il doit est construit. Il est également inspiré des pétales d'une orchidée.

## Construction
La démolition de l'ancien immeuble de bureaux, Hertsmere House, a commencé le 6 juillet 2016 et les fondations profondes en janvier 2017. Le milieu des travaux est prévu pour l'été 2018 et leur achèvement en 2020.